# Bernadette N’zi
Bernadette N’zi (née à Cocody, Abidjan en Côte d'Ivoire) est une reine de beauté ivoirienne, élue Miss Côte d'Ivoire 2007,,.